# Cyathea praetermissa
Cyathea praetermissa är en ormbunkeart som beskrevs av Lehnert. Cyathea praetermissa ingår i släktet Cyathea och familjen Cyatheaceae. Inga underarter finns listade.